# Jeanménil
Jeanménil és un municipi francès, situat al departament dels Vosges i a la regió del Gran Est. L'any 2007 tenia 1.048 habitants.

## Demografia

### Població
El 2007 la població de fet de Jeanménil era de 1.048 persones. Hi havia 401 famílies, de les quals 115 eren unipersonals (52 homes vivint sols i 63 dones vivint soles), 123 parelles sense fills, 155 parelles amb fills i 8 famílies monoparentals amb fills.
La població ha evolucionat segons el següent gràfic:
Habitants censats

### Habitatges
El 2007 hi havia 446 habitatges, 418 eren l'habitatge principal de la família, 14 eren segones residències i 14 estaven desocupats. 401 eren cases i 45 eren apartaments. Dels 418 habitatges principals, 327 estaven ocupats pels seus propietaris, 84 estaven llogats i ocupats pels llogaters i 7 estaven cedits a títol gratuït; 5 tenien dues cambres, 51 en tenien tres, 94 en tenien quatre i 268 en tenien cinc o més. 349 habitatges disposaven pel capbaix d'una plaça de pàrquing. A 182 habitatges hi havia un automòbil i a 182 n'hi havia dos o més.

### Piràmide de població
La piràmide de població per edats i sexe el 2009 era:
| Homes | Edats   | Dones |
| ----- | ------- | ----- |
| 0     | 95 o +  | 0     |
| 0     | 90 a 94 | 4     |
| 0     | 85 a 89 | 4     |
| 0     | 80 a 84 | 8     |
| 24    | 75 a 79 | 28    |
| 24    | 70 a 74 | 32    |
| 24    | 65 a 69 | 36    |
| 8     | 60 a 64 | 12    |
| 24    | 55 a 59 | 24    |
| 44    | 50 a 54 | 36    |
| 24    | 45 a 49 | 56    |
| 56    | 40 a 44 | 36    |
| 48    | 35 a 39 | 20    |
| 48    | 30 a 34 | 44    |
| 40    | 25 a 29 | 32    |
| 28    | 20 a 24 | 36    |
| 32    | 15 a 19 | 72    |
| 44    | 10 a 14 | 28    |
| 16    | 5 a 9   | 48    |
| 36    | 0 a 4   | 16    |

## Economia
El 2007 la població en edat de treballar era de 685 persones, 488 eren actives i 197 eren inactives. De les 488 persones actives 444 estaven ocupades (264 homes i 180 dones) i 45 estaven aturades (17 homes i 28 dones). De les 197 persones inactives 55 estaven jubilades, 78 estaven estudiant i 64 estaven classificades com a «altres inactius».

### Ingressos
El 2009 a Jeanménil hi havia 427 unitats fiscals que integraven 1.076 persones, la mediana anual d'ingressos fiscals per persona era de 16.331 €.

### Activitats econòmiques
Dels 47 establiments que hi havia el 2007, 1 era d'una empresa alimentària, 3 d'empreses de fabricació de material elèctric, 2 d'empreses de fabricació d'altres productes industrials, 20 d'empreses de construcció, 8 d'empreses de comerç i reparació d'automòbils, 1 d'una empresa d'hostatgeria i restauració, 1 d'una empresa financera, 1 d'una empresa immobiliària, 3 d'empreses de serveis i 7 d'empreses classificades com a «altres activitats de serveis».
Dels 27 establiments de servei als particulars que hi havia el 2009, 3 eren tallers de reparació d'automòbils i de material agrícola, 6 paletes, 3 guixaires pintors, 6 fusteries, 3 lampisteries, 2 electricistes, 1 empresa de construcció i 3 perruqueries.
L'únic establiment comercial que hi havia el 2009 era una fleca.
L'any 2000 a Jeanménil hi havia 14 explotacions agrícoles que ocupaven un total de 522 hectàrees.

## Equipaments sanitaris i escolars
El 2009 hi havia una escola elemental.

## Poblacions més properes
El següent diagrama mostra les poblacions més properes.